# Archidiecezja Seattle
Archidiecezja Seattle (łac. Archidioecesis Seattlensis) – rzymskokatolicka archidiecezja ze stolicą w Seattle, w stanie Waszyngton, w Stanach Zjednoczonych. Jest najważniejszą diecezją metropolii Seattle, która pokrywa się terytorialnie ze stanem Waszyngton.

## Historia
Pierwszą diecezją na tym terenie była ustanowiona 24 lipca 1846 diecezja Walla Walla. 31 maja 1850 wydzielono z niej diecezję Nesqually z siedzibą w Vancouver, która 11 września 1907 zmieniła nazwę na Seattle. Diecezja Walla Walla na skutek masakry Whitmana i jej następstw została w 1853 zlikwidowana (jej terytorium wcielono do diecezji Nesqually). Od 1971 jest stolicą tytularną. 
17 grudnia 1913 z diecezji Seattle wydzielono Diecezję Spokane.
23 czerwca 1951 wydzielono Diecezję Yakima. Tego samego dnia diecezję Seattle podniesiono do rangi archidiecezji. W skład metropolii prócz archidiecezji Seattle weszły wcześniej wydzielone diecezje Spokane i Yakima.
Od 12 lipca 1974 stolicę tytularną Walla Walla otrzymywali dotychczas wyłącznie biskupi pomocniczy amerykańskich diecezji. Obecnie biskupem tytularnym Walla Walla jest Witold Mroziewski - biskup pomocniczy diecezji Brooklyn.

## Biskupi i arcybiskupi Seattle

### Biskupi Nesqually
- Augustin Alexandre Blanchet † (31 maja 1850 - 23 grudnia 1879)
- Egidius Jünger † (6 sierpnia 1879 - 26 grudnia 1895 †)
- Edward O’Dea † (13 czerwca 1896 - 11 września 1907)

### Biskupi Seattle
- Edward O’Dea † (11 września 1907 - 25 grudnia 1932 †)
- Gerald Shaughnessy † (1 lipca 1933 - 18 maja 1950 †)
- Thomas Arthur Connolly † (18 maja 1950 - 23 czerwca 1951)

### Arcybiskupi Seattle
- Thomas Arthur Connolly † (23 czerwca 1951 - 13 lutego 1975)
- Raymond Hunthausen (25 lutego 1975 - 21 sierpnia 1991)
- Thomas Murphy † (21 sierpnia 1991 - 26 lipca 1997 †)
- Alexander Brunett (28 października 1997 - 16 września 2010)
- Peter Sartain (16 września 2010 - 3 września 2019)
- Paul Etienne (od 3 września 2019)